# 時間噴泉
41°47′12.3″N 87°36′27.9″W / 41.786750°N 87.607750°W

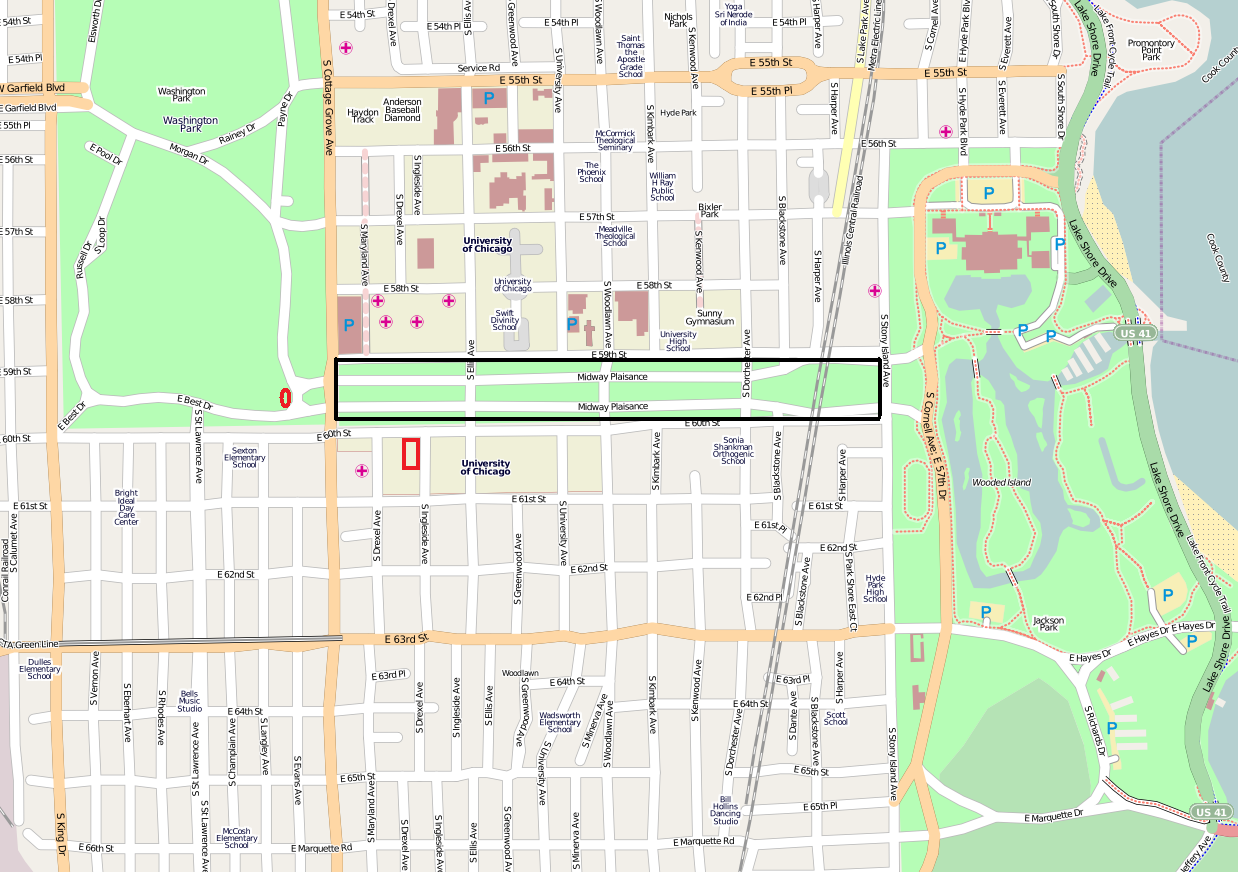
地图显示：大道乐园（黑色矩形）位于向西的华盛顿公园 (芝加哥)（左侧）和杰克逊公园 (芝加哥)之间。“时间喷泉”（红色椭圆）位于华盛顿公园的东南部，紧接着大道乐园的西面。莱若多·塔夫特大道工作室（红色矩形）位于大道乐园的南面。（绿色表示芝加哥公园区，黄色背景表示芝加哥大学）

“时间喷泉”，或简称“时间”是一件由莱若多·塔夫特设计建造的雕塑品，长126英尺10英寸（38.66），地处大道乐园的西面，位于美国伊利诺伊州芝加哥市的华盛顿公园内。 此位置在芝加哥南区华盛顿公园的社区范围中。该雕塑的灵感来自亨利·奥斯汀·道布森的诗作《时悖论》（"Paradox of Time"），在雕塑中，有100个人物在时间老人面前经过，其创作是为了纪念1814年根特条约签署后，美英两国和平相处的首个百年。虽然其喷泉水在1920年开始注水运转，但该雕塑直到1922年才贡献给这座城市。这件雕塑品曾使得华盛顿公园成为美国国家注册认可的历史古迹区，这是一个國家史蹟名錄。
作为美化大道乐园大计划的一部分，“时间”是由一种新型模制、钢筋混凝土构建而成，人们断言这种混凝土比其他材质更耐用，更便宜。据说在已完成的所有类型的工艺品中，这是首件用混凝土制成的工艺品。 在2004年千禧公園竣工之前，人们认为“时间”是芝加哥公园区最重要的建筑。 “时间”是由本杰明·弗格森信托基金资助的几个芝加哥藝術品之一。
因为自然和城市因素造成的恶化和衰退，“时间”已经历经多次修复。在20世纪90年代末和21世纪的前几年，“时间”屡遭修理，这些修理纠正了早期修复造成的很多问题。虽然早在2005年，雕塑就已完成大规模整修，但是“时间”的拥护者仍在继续寻求资源以辅助照明，并且国家历史保护信托组织已将其提名，进一步为其提供经费。

## 规划
“时间”， 和芝加哥许多其他公共工程一样，由本杰明·弗格森出资创建，1905年他捐款100万美元（合今天3,391万美元），赠予一个专为“纪念美国历史上的重大事件”而成立的慈善信托组织。 莱若多·塔夫特最初设想雕刻花崗岩雕塑； 另外一个替代方案是用格鲁吉亚大理石凿刻，预计耗时5年，每年将花费3万美元（合今天92.4848万美元）。此规划是大道乐园美化的一部分，大道乐园美化计划还涵盖建造溪流、潟湖以及一系列桥梁：包括位于伍德劳恩大道的艺术桥，埃利斯大道交叉口的宗教桥，多切斯特大道（原麦迪逊大道）的科学桥。 该计划还包括在深洼地中建造一条贯通杰克逊公园和华盛顿公园潟湖的河道，并以此连接大道乐园的两端。
1907年，塔夫特已经从弗格森基金赢得第一笔酬金，来创作芝加哥藝術博物館中的五大湖喷泉。紧接着，受到丹尼尔·伯纳姆“立志当高远”名言的启发， 他开始为盛大宏伟的大道乐园美化计划进行游说。1912年，艺术学院的受托人弗兰克·G·罗根（Frank G. Logan）正式向芝加哥藝術博物館的基金管理者们呈现塔夫特的计划。 塔夫特提出的大道乐园乐园美化计划包括两个可行性的纪念主题。他的第一选择是为了纪念杰克逊公园在1893年举办的世界哥伦比亚博览会。另一套方案是为了纪念1814年“标志着英美两国之间达成完美世纪默契”的根特条约签订一百周年。因为纪念博览会的其他计划正在进行，他的第二个主题被采纳，塔夫特因此从弗格森基金获得第二笔酬金。 同时代的报纸报道预计塔夫特的整个大道乐园美化计划将很容易获得批准。

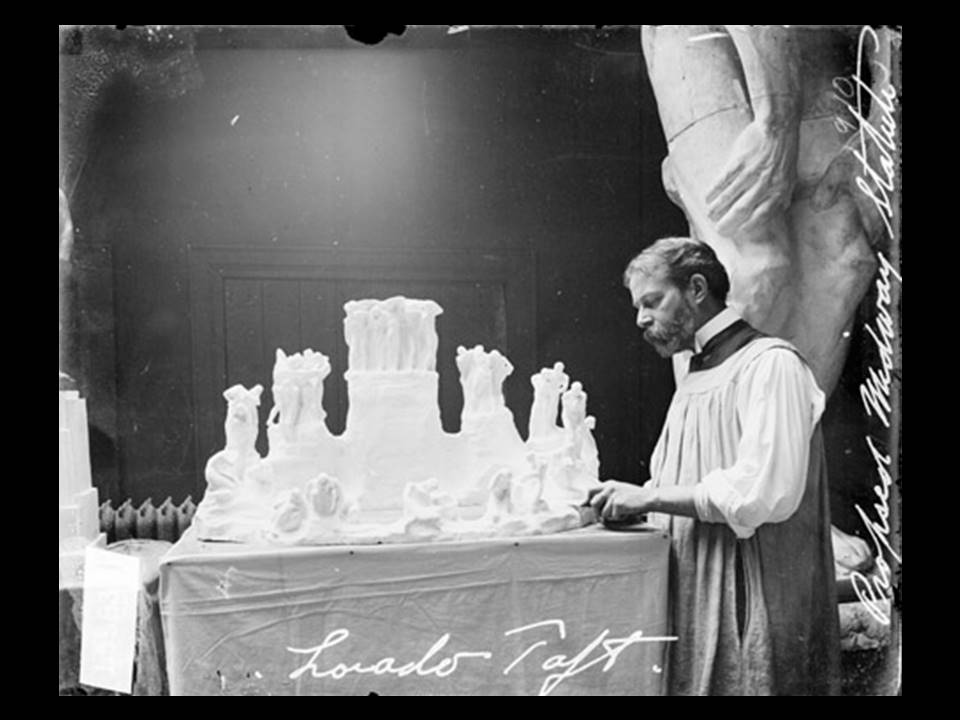
塔夫特与“创作喷泉”的模型（1910年）

据1913年2月6日签署的为期五年共计1万美元（合今天30.8283万美元）每年分期付款的合同，塔夫特最初从信托组织获得的酬金只限于创造“时间喷泉”的全尺寸石膏模型。这使得模型在1918年进行估价。 塔夫特首先创造了一个20-英尺（6.1-）的1/4比例模型，该模型在1915年5月获得受托人认定。 他最终制造了按原尺寸的石膏模型，中心峰值的宽度为100英尺（30.5），还有马术战士和高20英尺（6.1）穿长袍的时间父亲模型。 由于一战期间塔夫特曾在法国基督教青年会服役，担任作为艺人和讲师，该雕塑在预定位置附近的安装时间被推迟了， 但在1920年此次安装最终完成。 然而，塔夫特对芝加哥学院雕塑更宽广的发展设想，类似于其他哲学性的芝加哥学院的设想，如当时芝加哥建筑学院风格的设想， 在1913年奉献了他的“五大湖喷泉”后，失去了动力。 布雜藝術风格已经过时； 信托基金没有继续资助塔夫特的大道乐园大规模美化计划，没有按照最初计划提供花岗岩，青铜或格鲁吉亚大理石材料，配给的资金仅够建造混凝土雕塑。

## 位置和安装
“时间”位于芝加哥公园区，在芝加哥南区华盛顿公园的社区范围中，靠近大道乐园。该位置，东接芝加哥大学校园， 使雕塑成为华盛顿公园加入国家注册历史区之列极具贡献的建筑物，列入美国国家史迹名录。 该公园区有超过100件艺术作品，“时间”是公园区的纪念性艺术品中最重要的一件作品。 其重要性源于它的雕塑家，他所承载的意义，它诞生的时代， 以及由霍华德·范多伦肖设计的喷泉倒影池。 罗伯特·琼斯，当时芝加哥藝術博物館设计和施工的负责人，在1999年声明，“时间”是已完成艺术品中第一件由混凝土制成的艺术作品。
雕塑距塔夫特工作室有几个街区，莱若多·塔夫特大道工作室，现在是芝加哥地标和美国的国家历史地标，坐落在六十街和壁炉山庄大道。 附近其他著名的雕塑包括亨利·摩尔创作的国家历史地标“核能源”，位于芝加哥大学第一个自我维持的核反应堆的地址。 杰克逊公园，由大道乐园将其与华盛顿公园和“时间”连接，承载了芝加哥地标，共和国雕像； 大道乐园、杰克逊公园和华盛顿公园曾一度合称为“南方公园”。
有关“时间”的尺寸没有一致说法，许多不同来源，描述其为102至127英尺（31.1至38.7）长。 其中有一个为数不多的精确估计将其描述为126英尺10英寸（38.7）长，23英尺6英寸（7.2）宽、24英尺（7.3）高。 这些数据来源往往自己也不清楚他们是在描述了外墙之间的倒影池的宽度，倒影池的内墙中水面的宽度，大量人物雕刻基地的宽度，雕刻的人群本身的宽度，还是构建“时间”的几块地段所占的宽度。
在1920年9月1日首次在完成的雕塑中注水运转， 虽然直到1922年11月15日才投入城市使用。 芝加哥大学校长哈里·普拉特·贾德森在大道乐园落成仪式上，面对塔夫特的贡献，在高炉弗格森信托总裁查尔斯·哈钦森，和约翰·巴顿·佩恩，南方公园董事会主席的面前发表演讲。

## 设计和实现
该雕塑是由一种空心浇注的混凝土加钢筋制成。它用了4500件模具浇铸， 使用了250短噸（230公噸）称之为类混凝土的材料，这种材料包含波托马克河的鵝卵石。 这种复合材料在当时是一种新材料。多年来，华盛顿特区的约翰·约瑟夫·厄利已经使用了这种在天气和城市煤烟及尘垢环境下比较耐用的材料。 他决定加入碎卵石，而他能够用碎卵石创造出一种新的混凝土混合料，比石灰石更耐用，但价格比大理石和青铜便宜。 用碎石中二氧化硅作反射材料，外表优美，持久耐用；芝加哥的美术楼也使用了同样的材料。
雕塑描绘了一个戴着兜帽的时间老人，拿着一把镰刀， 并俯视着由100人组成的椭圆形游行队伍，整体上是一个锥形的几何体。寓言描绘了人类在不同人生阶段的整个过程。 20世纪20年代当时的芝加哥論壇報称这些人物为“英雄式的”， 而这一形容词的选择一直伴随着这件作品。 人们说这些人物包括士兵，嬉闹的孩子和亲吻的情侣，他们迅速穿过生命的各个阶段不时转身回顾。 各种报纸文章描述时间老人为“巨大的”，“怪异的”和“显著的”。 雕塑丑陋很大程度上导致《论坛报》的其他评论家抨击“时间”是一种“宠物暴行”。一位评论家描述这些白色人形，让人联想到跨过大道乐园的两端微笑的假牙。
“时间”是为了纪念1814年12月24日签订的根特条约结束了1812年战争之后，美英两国之间维持和平的首个百年。 设计灵感来源于亨利·奥斯丁·多布森的诗作“时间悖论”：“你说，时间疾步?啊不,哎呀,时间常驻,我们疾步”。 人们已将“时间”的主题和莎士比亚《皆大欢喜》中“世界是个舞台”的独白”进行比较，描述了人的七个年龄段：婴儿、学生、恋人、士兵、正义、老年和痴呆。 塔夫特创作的人物代表出生、谋生、恋爱、家庭生活、宗教、诗歌和战争。
虽然雕塑中大多数人物是各个行业，处于不同人生阶段的典型代表，但是塔夫特自己，和跟随他的一名助手也出现在雕塑西侧。雕塑中他穿着工作服，低着头，双手背在身后。 他的女儿们也充当了其中一些人物的模型。
人们现在更好地记住塔夫特的书作，如《美国雕塑史》（1903年），该书被视为全面描述该话题的第一部作品。然而，在塔夫特的全盛时期，他的肖像和寓言性公共雕塑也举世闻名，其中“时间喷泉”是一个典型的例子。 在此之前，他为威廉·勒巴隆·詹尼在1893年世界哥伦布博览会的园艺建筑设计雕塑。 在任务期间，他设计了一些大型的公共工程，包括五大湖喷泉。塔夫特大部分生活居住在伊利诺伊州，从1906年开始在大道工作室工作。

## 修复
“时间”的设计无伸伸缩缝，是少量的室外雕塑作品之一，由聚集的钢筋卵石/混凝土构成，自20世纪30年代很少有人创作室外雕塑。 1936年，“时间”因天气造成的裂缝得以修复；1955年开展进一步的修复工作。几次后续的雕塑修复后，在1966年举行了重启庆典。虽然雕塑得到定期维护，但早期的维修人员所使用的技术，如喷砂和带有刚性材料的裂缝修补往往弊大于利。
到了20世纪80年代，雕塑表面岩块剥落；裂缝开始扩张，人物的细节已经磨损，湿气腐蚀了内部结构。 冬季喷泉都必须用苫布进行保护。 天气因素、空氣污染以及故意毁坏文物意味着现在需要千百万美元进行修复。 芝加哥公园区，芝加哥大学，和芝加哥藝術博物館的维护员都赞助了修复工作， 修复工作包括把雕塑空腔烘干，去除被腐蚀了的下层结构，在作品中设计一个新的通风系统，表面涂防护层，并修理倒影池。 1989年，芝加哥公园区拨款15万美元用以维修工程，这笔资金由弗格森基金提供。公园修复预计花费52万美元， 到1991年底，园区已从由公共和私人资金资助筹集到32万美元， 但在1994年雕塑仍然等待修理。
到1997年年初，经过近二十年的努力，唯一完成的修理工作是用于烘干中空底座的空气通风系统的第一阶段工程完工、安装了排水管和建造了一个新的内顶。 现在的修复规划包括建造一个临时的两层金属建筑，来保护除了巨大的时间老人外的所有部分免受寒冬的侵蚀，便于全年维修；加固内部钢筋受到锈蚀的部分；置换不一致的补丁；用工程间距替代自然裂缝以及最后手刷混凝土涂层。 临时建筑的预算为27万美元；那一年公园区批准该城市将45万美元用于维修。
1999年4月19日，共计160万美元，为期两年的恢复工程第二阶段开始进行，计划到2001年5月完成修复。 五名工人开始修复裂缝，抑制生物生长，去除钙沉积和因污染发黑的石膏，并用石灰腻子、土坯水泥和沙子相结合的材料给10,000-平方英尺（930-平方）的表面刷涂层。倒影池不能操作，在此阶段不进行修复。虽然本阶段在2001年完成，但其影响直到一年后临时防护结构公布于众才显现出来。 本次修理预期可以使该雕塑维持30到50年，不用进一步修理。
2003年，国家艺术基金会投入25万美元用于公园区保护和倒影池修复。 2004年，芝加哥大学捐赠了10万美元，公园区议会出资84.5万美元来修复公园区水池和水循环系统。 这项工作在2005的夏天完工，花费略微低于了预算，这是五十多年来喷泉第一次充满水。
2007年，开始致力于为雕塑添加照明。同年，该雕塑被文物古迹保护合作伙伴计划提名，这是一项历史遗迹保护基金，受到美国历史保护信托组织和联邦快运支持。在广泛宣传的竞赛中，涵盖了开放日活动，在开放日，公众可以参观并了解参与竞赛的历史遗址，有一百万美元可用于在芝加哥大都市區的维护工作，但喷泉并不在15个获胜的候选名单之中。

## 画廊

“时间喷泉”，修复之前
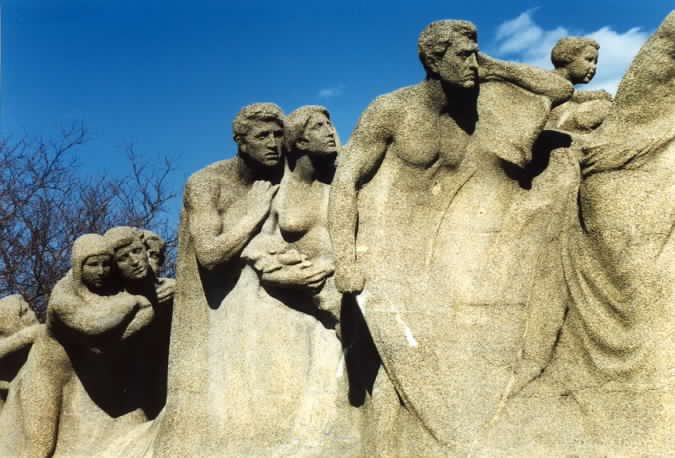
前南方
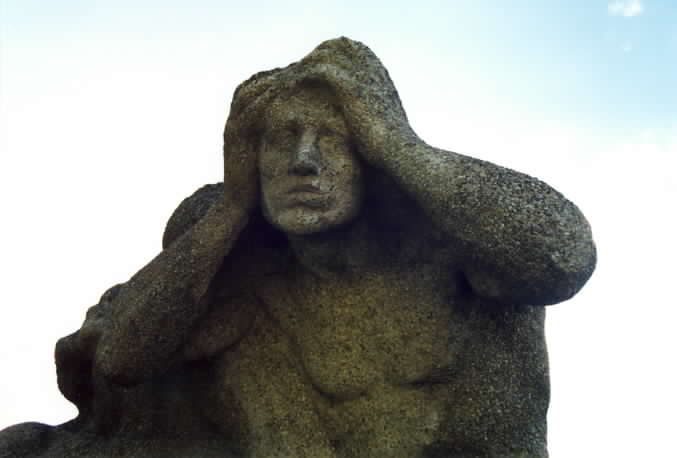
前面部分
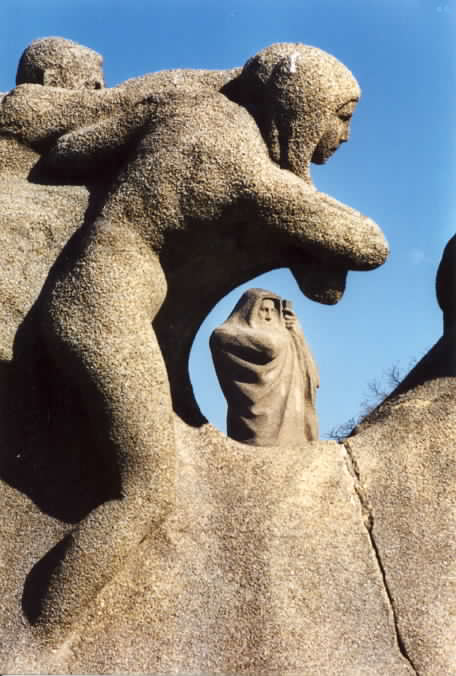
前面部分
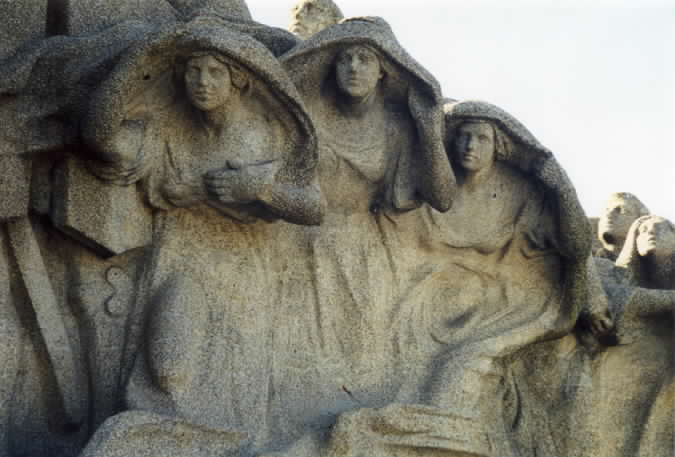
前北中心
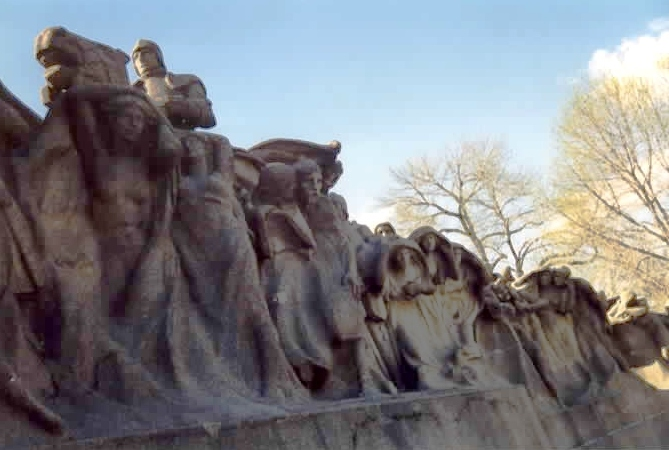
前北方

“时间喷泉”，修复之后（2007年8月）
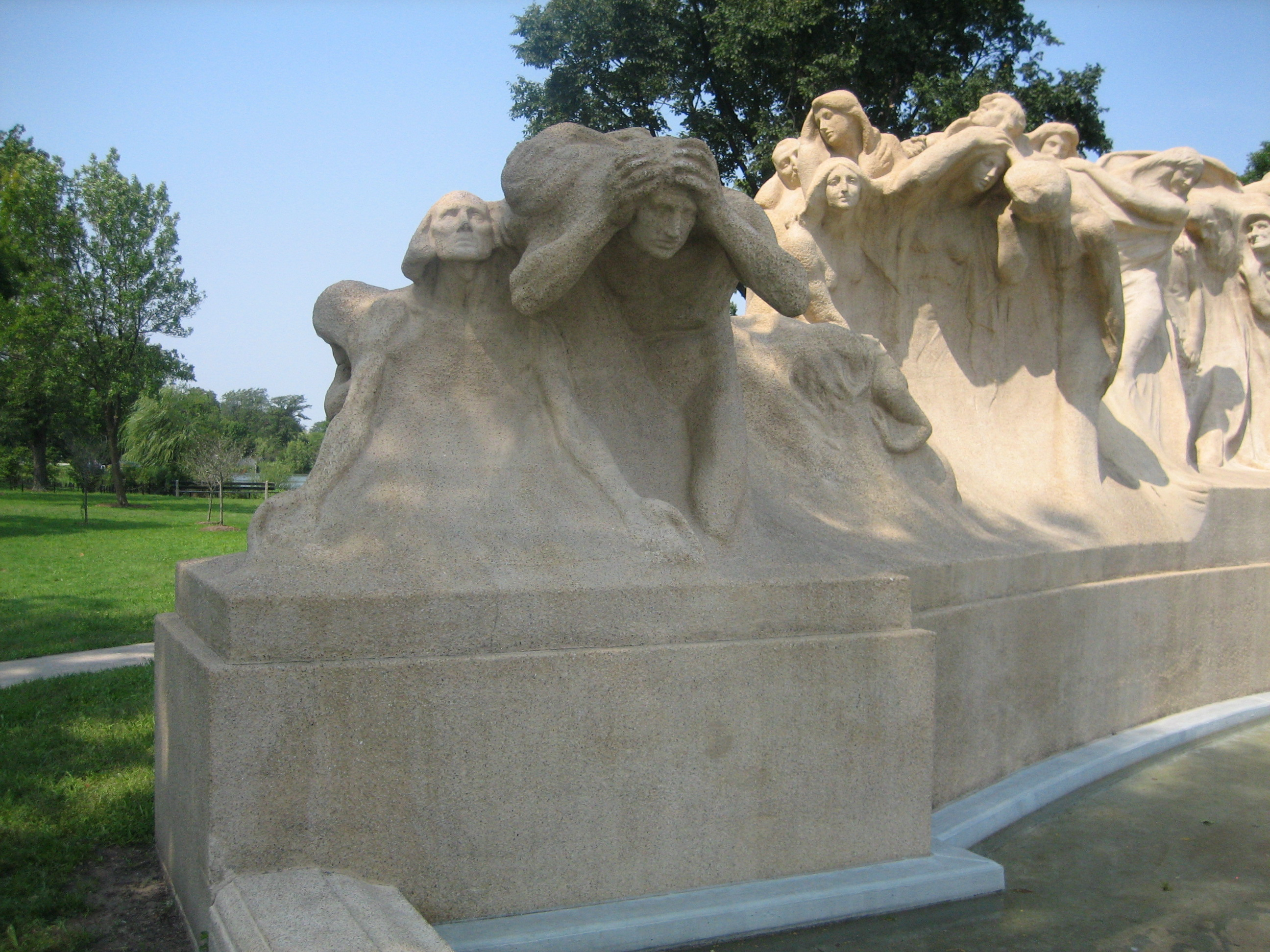
前南方
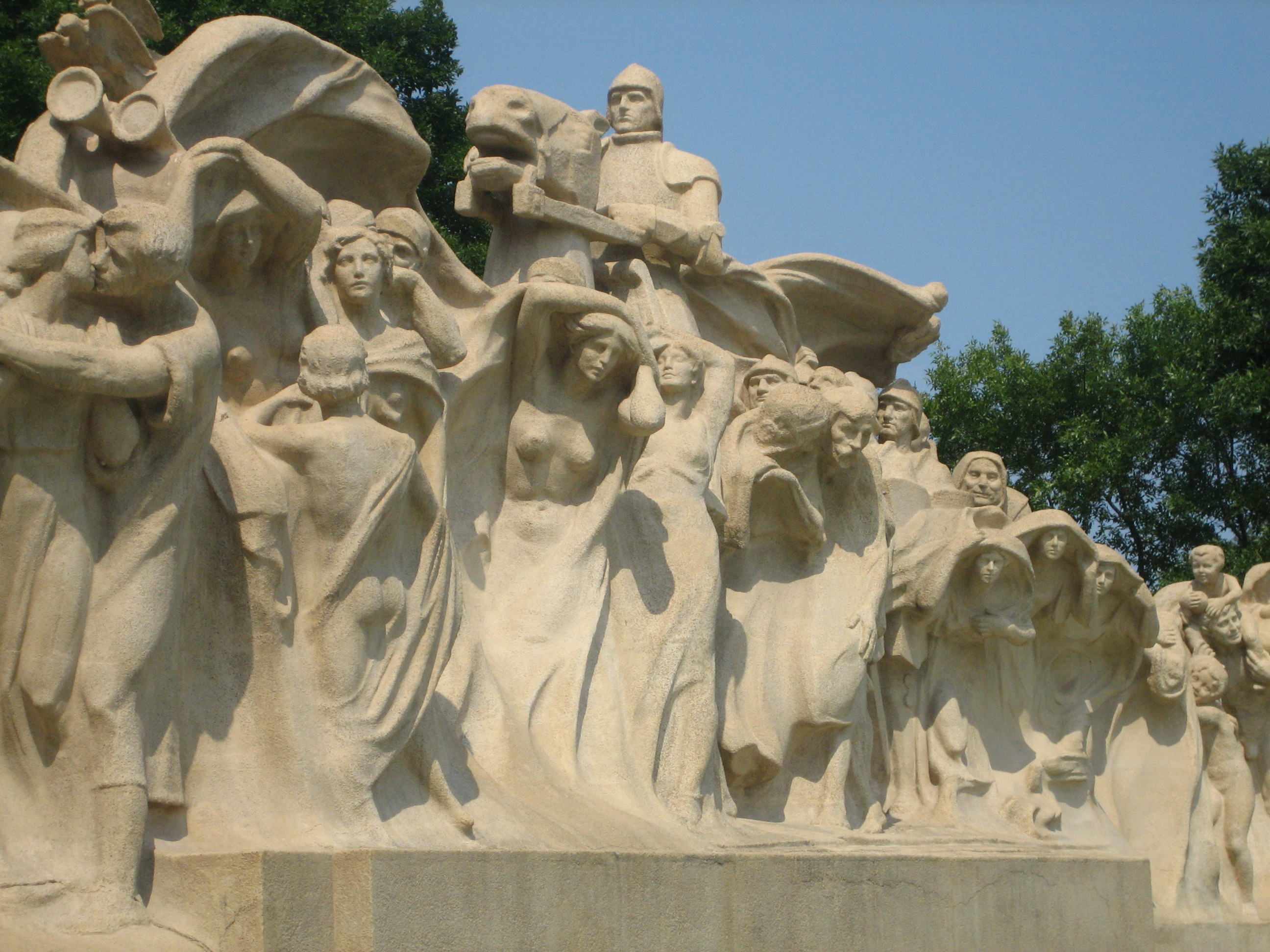
前中心
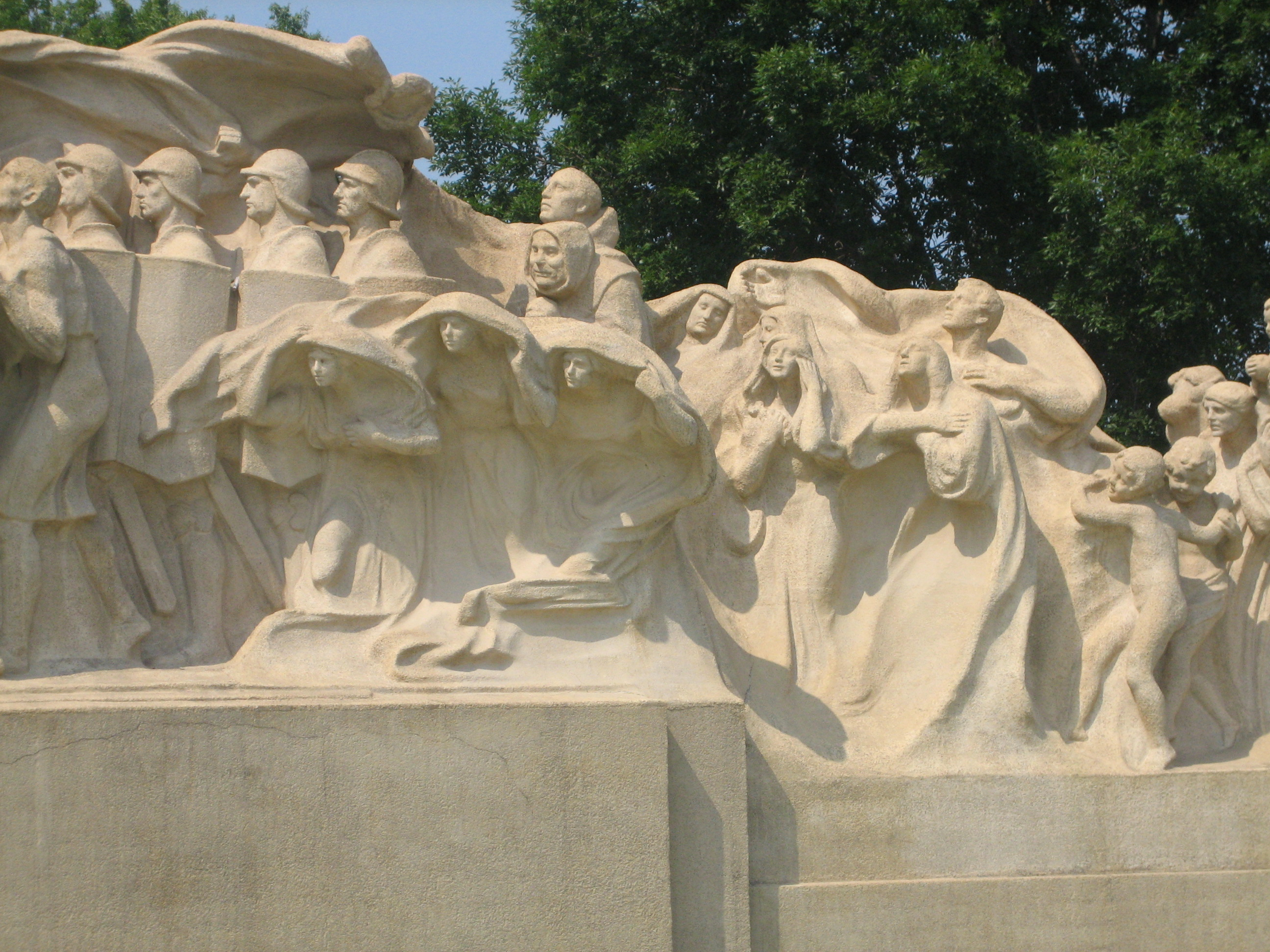
前北中心
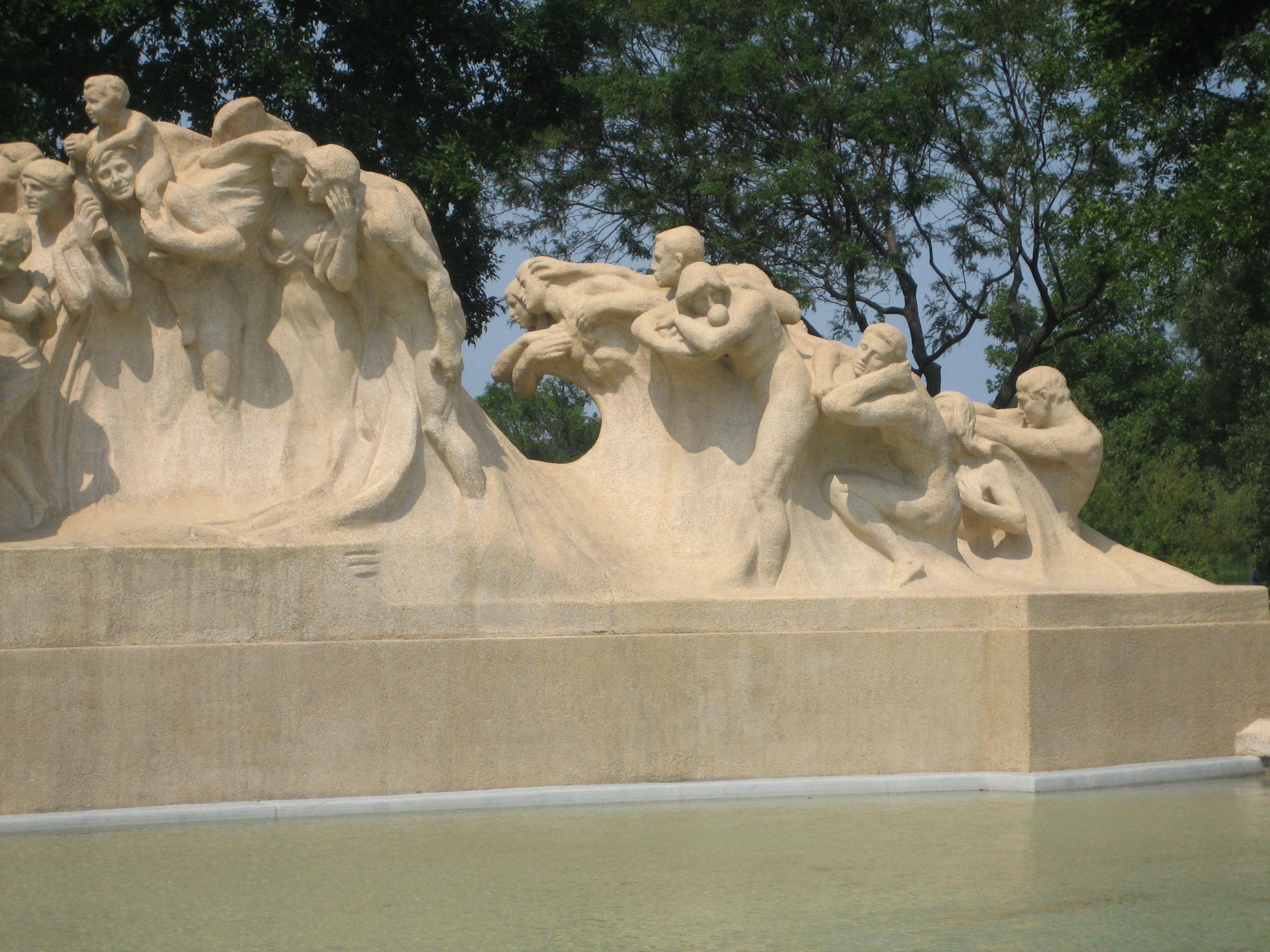
前北方
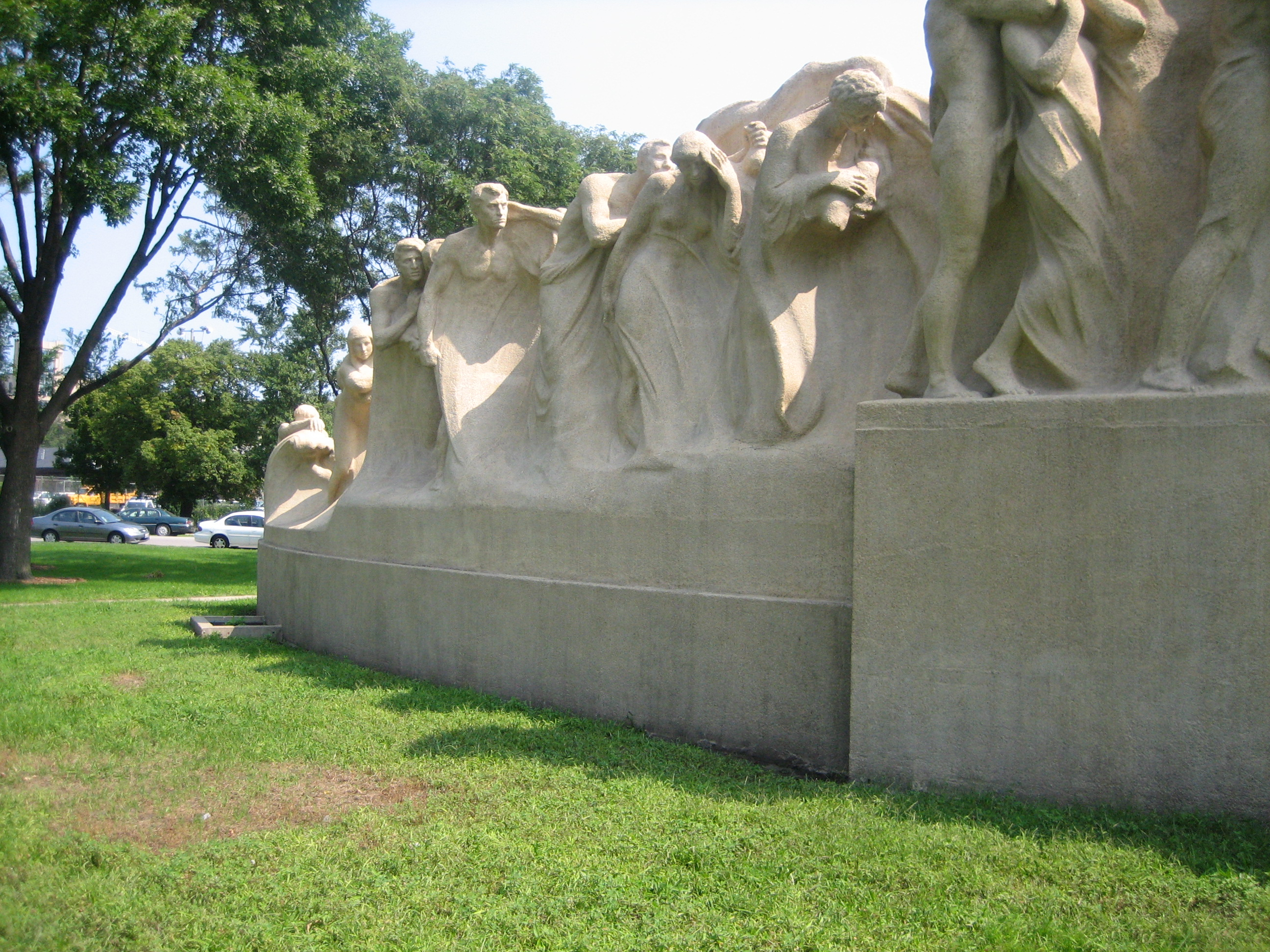
后北方
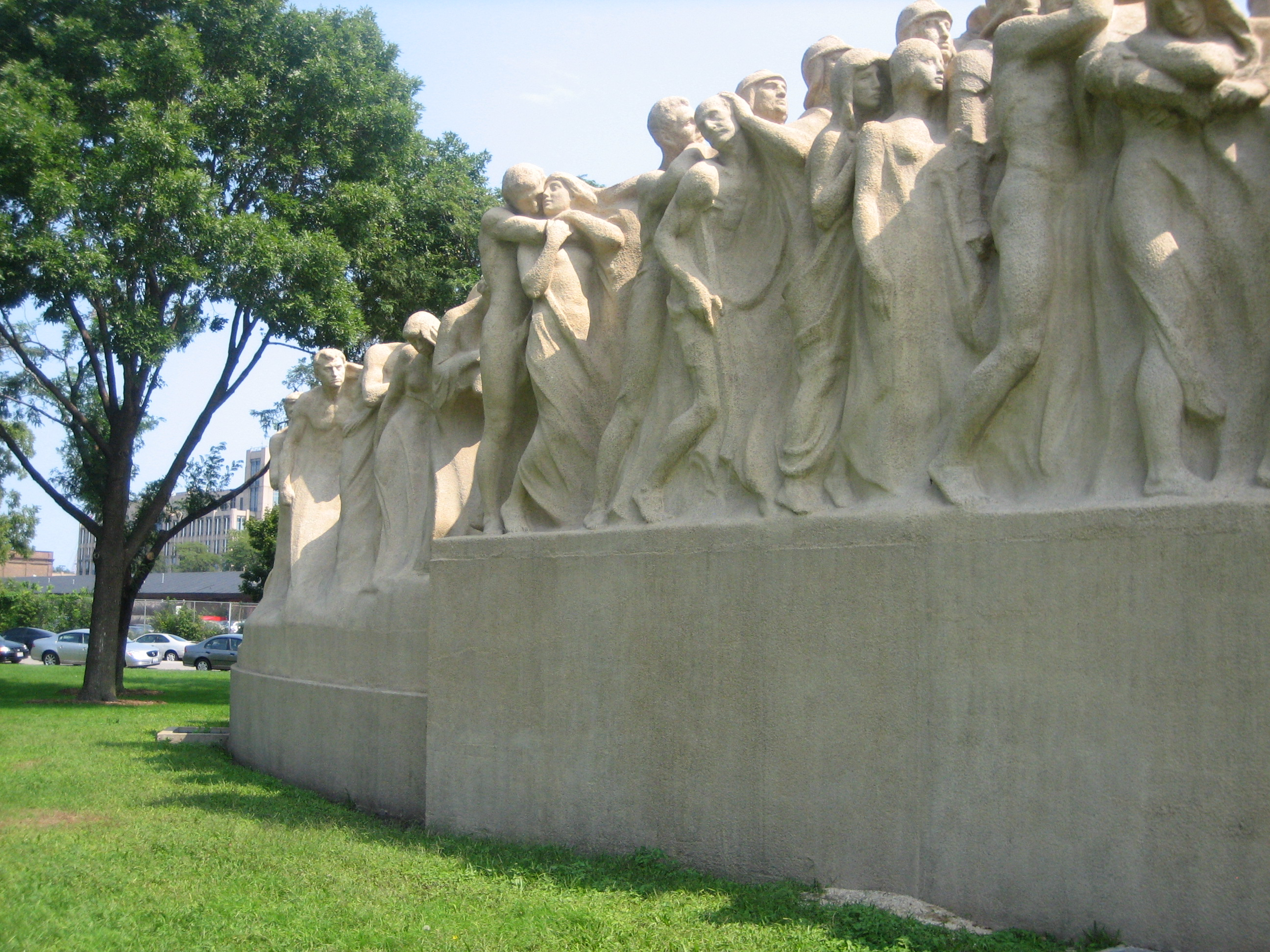
后北中心
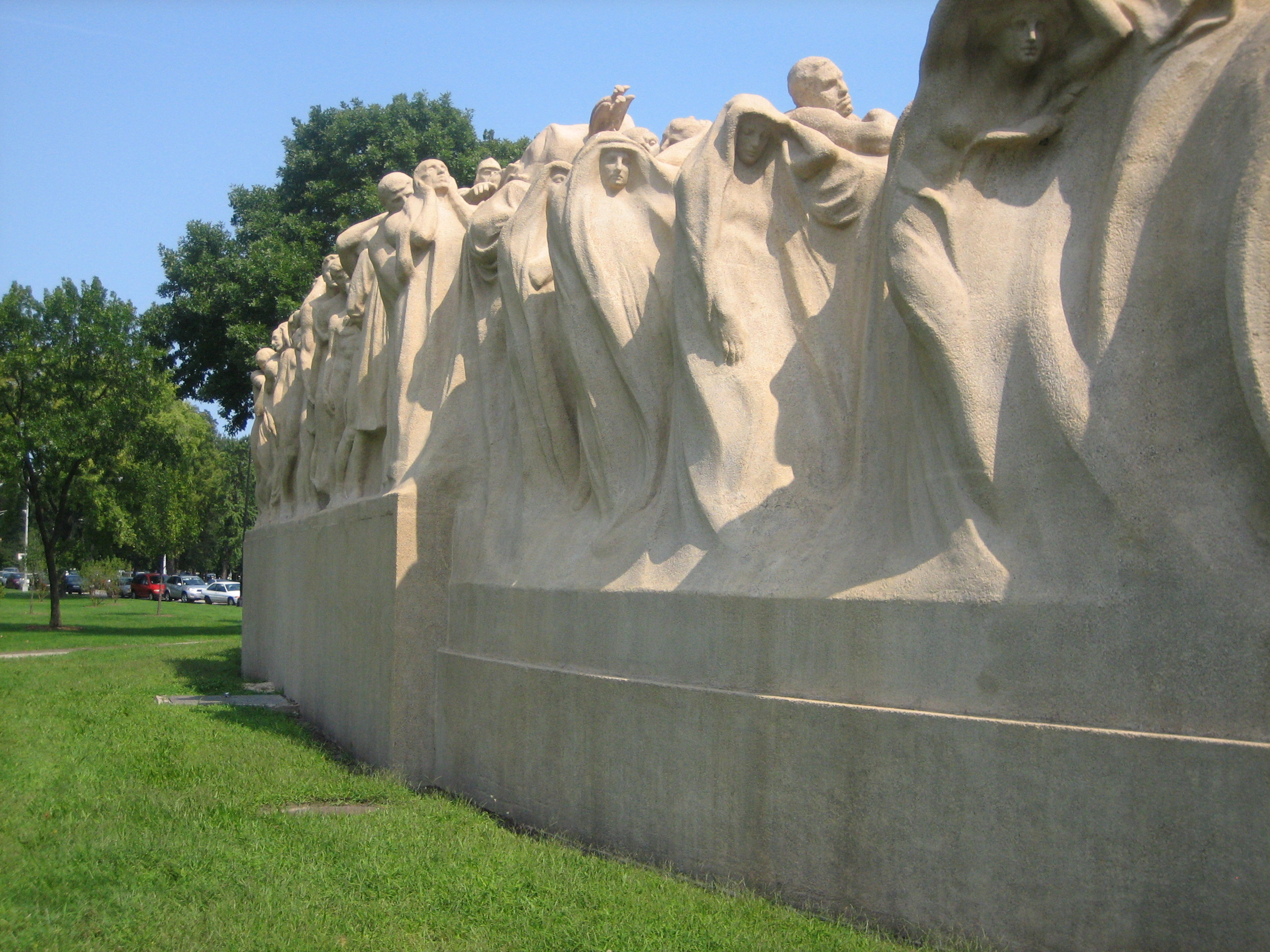
后南中心
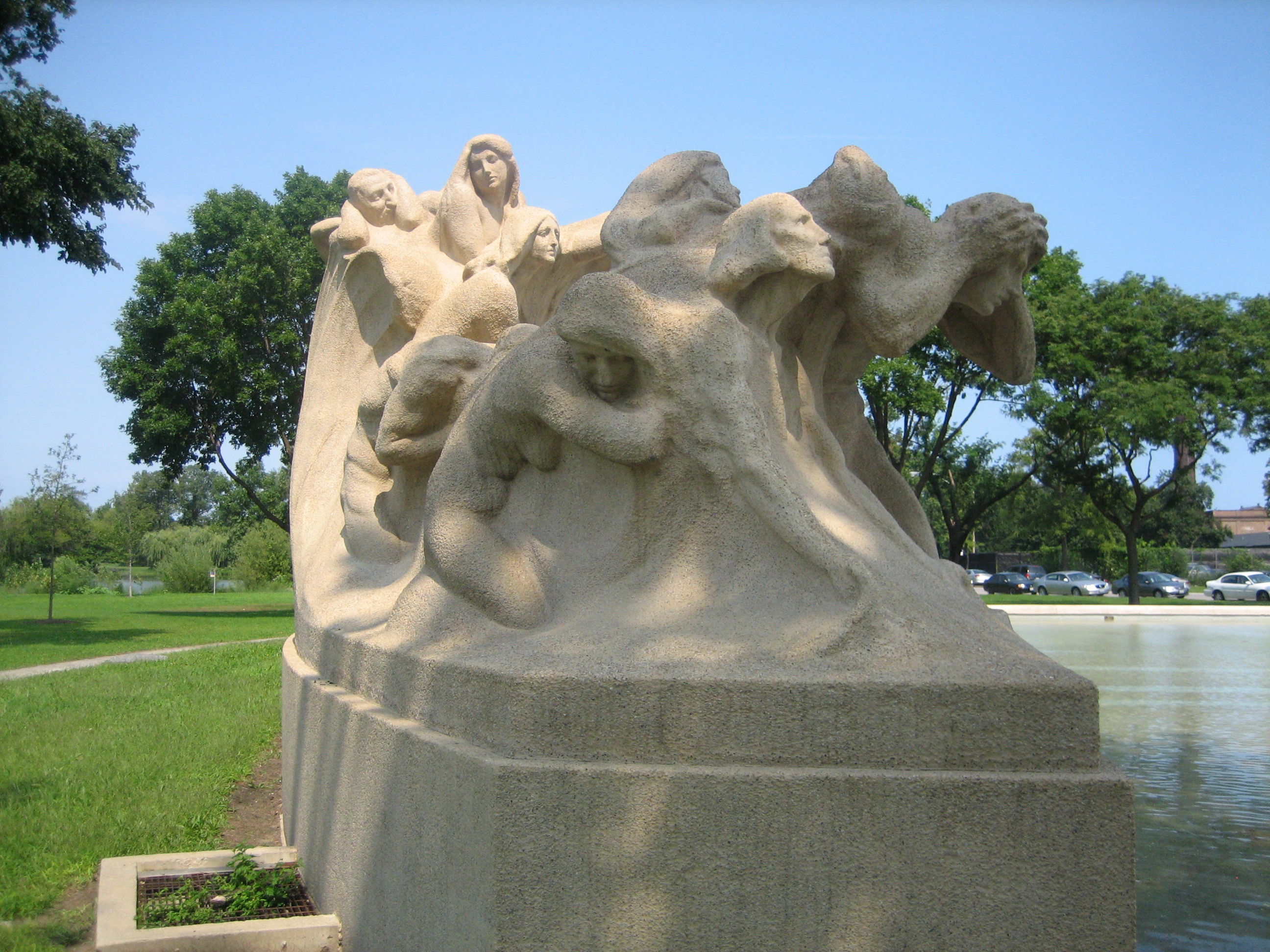
后南方

## “创作喷泉”
人们打算在时间喷泉的对面建造一座姊妹喷泉“创作喷泉”，与之相匹配。这一姊妹作品虽然开始创作，但从未完成。 “创作喷泉”已完成的部分，描绘希腊传说中地球经历大洪水后的重生的人物， 这是塔夫特的最后作品，并赠予了塔夫特的母校：伊利诺伊大学厄巴纳-香槟分校。 四个幸存的创作元素是高度从5至7英尺（1.5至2.1）的人物，并统称为“杜卡利翁和皮拉的儿子和女儿们”（Sons and Daughters of Ducalion and Pyrrha）。 其中两个元素耸立于大学中心图书馆入口外，另外两个位于福林杰礼堂南侧。

### 引用
1. 1 2 3 4 5  . Chicago Daily Tribune. 1922-09-15: 12.
2. 1 2 3 4  Deering, Tara. . Chicago Tribune. Newsbank. 1999-05-25  [2009-01-24]. （原始内容存档于2013-11-10）.
3. 1 2  Drell, Adrienne. . Chicago Sun-Times. Newsbank. 1994-01-11  [2009-01-24]. （原始内容存档于2013-11-10）.
4. 1 2 3 4 5 6  Granger, Bob. . Chicago Tribune. Newsbank. 1989-06-18  [2009-01-24]. （原始内容存档于2013-11-10）.
5. ↑  Taft, p. 35.
6. ↑  Sokol, David M. . The Electronic Encyclopedia of Chicago. Chicago Historical Society. 2005  [2009-01-23]. （原始内容存档于2009-07-21）.
7. ↑  Gilfoyle, Timothy J. . University of Chicago Press. 2006: 346. ISBN 0-226-29349-1.
8. ↑  Greene-Mercier, Marie Zoe. . Leonardo. Winter 1982, 15: 1–6. JSTOR 1574334. doi:10.2307/1574334.
9. 1 2 3 4 5 6  . University of Chicago News Office. 2007-09-11  [2009-03-24]. （原始内容存档于2018-03-15）.
10. 1 2  . Chicago Daily Tribune. 1913-02-01: 3.
11. 1 2  Scheinman, Muriel. . . University of Illinois Press. 1995  [2009-01-24]. ISBN 978-0-252-06442-5.
12. 1 2  Garvey, p. 142.
13. 1 2 3  Taft, p. 34.
14. ↑  . chicago-l.org.   [2009-03-25]. （原始内容存档于2020-11-12）.
15. ↑  Garvey, pp. 142–144.
16. 1 2  Garvey, pp. 144–145.
17. ↑  Garvey, pp. 146–149.
18. 1 2  Garvey, p. 146.
19. 1 2 3 4  Garvey, p. 166.
20. ↑  Taft, p. 62.
21. ↑  Taft, p. 36.
22. ↑  Garvey, p. 140.
23. ↑  Garvey, pp. 149–150.
24. 1 2  Garvey, p. 173.
25. ↑  Taft, p. 38.
26. ↑  Bachrach, Julia Sniderman.  (PDF). United States Department of the Interior/National Park Service. 2004-07-02  [2009-04-01]. （原始内容 (PDF)存档于2009-06-20）.
27. ↑  . National Register of Historic Places.   [2009-04-01]. （原始内容存档于2008-05-16）.
28. 1 2 3 4 5 6 7 8 9 10  Newbart, Dave. . Chicago Tribune. Newsbank. 1997-06-19  [2009-01-24].
29. 1 2  Ferrara, Annette, Kathryn Hixson, Craig Keller, Ruth Lopez, Madeline Nusser, Sean O'Connor, Jerry Pohlen, Judy Sutton Taylor and Josh Tyson. . Time Out Chicago. Time Out. July 28 – August 3, 2005  [2009-01-24]. []
30. ↑  . City of Chicago Department of Planning and Development, Landmarks Division. 2003  [2009-03-06]. （原始内容存档于2009-01-03）.
31. ↑  . National Park Service.   [2009-03-06]. （原始内容存档于2014-10-18）.
32. ↑  . City of Chicago Department of Planning and Development, Landmarks Division.   [2009-03-06]. （原始内容存档于2009-04-21）.
33. ↑  . City of Chicago Department of Planning and Development, Landmarks Division. 2003  [2009-03-06]. （原始内容存档于2008-12-26）.
34. ↑  Bachrach, Julia Sniderman. . The Electronic Encyclopedia of Chicago. Chicago Historical Society. 2005  [2009-03-06]. （原始内容存档于2009-03-03）.
35. 1 2  Moffett, Nancy. . Chicago Sun-Times. Newsbank. 2002-11-06  [2009-01-24].
36. 1 2 3 4  . Chicago Daily Tribune. 1920-09-02: 2.
37. ↑  . Chicago Daily Tribune. 1922-11-12: 15.
38. 1 2 3 4 5  Sinkevitch, Alice (编). .  2nd. Harcourt, Inc. 2004: 436  [2008-01-24]. ISBN 0-15-602908-1.
39. 1 2 3   (PDF). The New York Times. The New York Times Company. 1922-11-26  [2009-01-24]. （原始内容存档于2016-06-05）.
40. ↑  Uslan, A.F. . Chicago Tribune. Newsbank. 1987-05-20  [2009-01-24].
41. 1 2  . Chicago Daily Tribune. 1920-08-25: 4.
42. ↑  Peattie, Elia W. . Chicago Daily Tribune. 1921-07-30: 7.
43. 1 2 3  . Chicago Daily Tribune. 1921-08-11: 17.
44. ↑  . Chicago Park District. 2007  [2009-01-24]. （原始内容存档于2007-10-15）.
45. 1 2 3  Rotenberk, Lori. . Chicago Sun-Times. Newsbank. 1991-01-20  [2009-01-24].
46. 1 2 3  Drell, Adrienne. . Chicago Sun-Times. Newsbank. 1994-01-16  [2009-01-24].
47. ↑  Chilvers, Ian, Harold Osborne and Dennis Farr (编).  New. Oxford University Press. 1997: 549. ISBN 0-19-860084-4.
48. ↑  Garvey, Timothy J. . The Electronic Encyclopedia of Chicago. Chicago Historical Society. 2005  [2009-01-23]. （原始内容存档于2008-07-05）.
49. 1 2  Ramsey, Mike. . Peoria Journal Star. Newsbank. 2003-01-19  [2009-01-24].
50. ↑  Taft, p. 28.
51. ↑  . Chicago Sun-Times. Newsbank. 1991-01-20  [2009-01-24].
52. ↑  Harms, William. . University of Chicago News Office. 2005-09-15  [2009-01-24]. （原始内容存档于2020-02-20）.
53. ↑  Siewers, Alf. . Chicago Sun-Times. Newsbank. 1991-12-30  [2009-01-24].
54. ↑  Mendell, David. . Chicago Tribune. Newsbank. 1998-06-25  [2009-01-24].
55. ↑  Sneed, Michael. . Chicago Sun-Times. Newsbank. 1999-04-19  [2009-01-24].
56. ↑  Jones, Chris. . Chicago Tribune. Newsbank. 2003-12-08  [2009-01-24].
57. ↑  Herrmann, Andrew. . Chicago Sun-Times. Newsbank. 2004-04-15  [2009-01-24].
58. ↑  Dardick, Hal. . Chicago Tribune. Newsbank. 2004-04-15  [2009-01-24].
59. ↑  Herrmann, Andrew. . Chicago Sun-Times. Newsbank. 2005-06-08  [2009-01-24].
60. ↑  . National Trust / American Express. 2009  [2009-03-02].[永久]
61. ↑  . National Trust for Historic Preservation. 2007-09-06  [2009-03-24].[永久]
62. ↑  Archaeological Institute of America, Archaeological Society of Washington, College Art Association of America. . Archaeological Institute of America. 1921: 252  [2008-01-24].
63. 1 2  . University Library/University of Illinois at Urbana-Champaign.   [2009-01-24]. （原始内容存档于2009-04-22）.

## 延伸阅读
- O'Connor, Jerome M. "Lorado Taft's Boulevard of Broken Dreams", Chicago Tribune Sunday Magazine (October 24, 1965)